# 밀로와 오티스의 모험
밀로와 오티스의 모험(A Kitten's Story)은 일본에서 제작된 하타 마사노리 감독의 1986년 영화이다. 츠유구치 시게루 등이 주연으로 출연하였고 카쿠타니 마사루 등이 제작에 참여하였다.

## 출연

### 주연
- 츠유구치 시게루
- 코이즈미 쿄코
- 더들리 무어